# Typhlobius kebus
Typhlobius kebus är en mångfotingart som beskrevs av Chamberlin 1922. Typhlobius kebus ingår i släktet Typhlobius och familjen stenkrypare. Inga underarter finns listade i Catalogue of Life.